# Ryan Willie
Ryan Willie (Baltimora, 24 giugno 2002) è un velocista statunitense.

## Biografia
È rimasto orfano della madre Marla nel 2015, morta per un cancro al seno. Ha frequentato la Bullis School di Potomac, nel Maryland, dove si è distinto nell'atletica leggera.

### Carriera
Ha corso per l'Università della Florida, dove ha realizzato il miglior tempo personale di 44,25 secondi sui 400 m, quando si è classificato secondo nella finale dei Campionati NCAA tenutisi ad Austin, Texas, nel 2023.
Ha partecipato agli USA Outdoor Track and Field Championships del 2023, a Eugene, Oregon, dove ha raggiunto la finale dei 400m con il terzo tempo più veloce.
Nel luglio 2023 ha gareggiato nei 400 m nella tappa della Diamond League in Slesia e a Londra.
È stato selezionato per i mondiali di Budapest 2023, dove ha conquistato l'oro nella staffetta 4×400 m mista, assieme a Justin Robinson, Rosey Effiong, Matthew Boling, Alexis Holmes, senza aver disputato la finale.

## Palmarès
| Anno | Manifestazione | Sede     | Evento        | Risultato | Prestazione | Note   |
| ---- | -------------- | -------- | ------------- | --------- | ----------- | ------ |
| 2023 | Mondiali       | Budapest | 4×400 m mista | Oro       | 3'08"80     | [ 10 ] |
| 2024 | World Relays   | Nassau   | 4x400 m mista | Oro       | 3'10"73     | [ 10 ] |